# 9052 Uhland
9052 Uhland este un asteroid din centura principală de asteroizi.

## Descriere
9052 Uhland este un asteroid din centura principală de asteroizi. A fost descoperit pe 30 octombrie 1991 la Tautenburg de Freimut Börngen. El prezintă o orbită caracterizată de o semiaxă mare de 2,46 ua, o excentricitate de 0,19 și o înclinație de 2,2° în raport cu ecliptica.